# Strasburg (Missouri)
Strasburg est une ville du comté de Cass, dans le Missouri, aux États-Unis,. Située à l'est du comté, elle est créée dans les années 1860, sous le nom de Crawford's Fork. Elle est incorporée en 1966.

## Démographie
Lors du recensement de 2010, la ville comptait une population de 141 habitants. Elle est estimée, en 2016, à 142 habitants.

## Source de la traduction
- (en) Cet article est partiellement ou en totalité issu de l’article de Wikipédia en anglais intitulé « Strasburg, Missouri » (voir la liste des auteurs).